# Graphium gudenusi
Graphium gudenusi är en fjärilsart som först beskrevs av Hans Rebel 1911.  Graphium gudenusi ingår i släktet Graphium och familjen riddarfjärilar. Inga underarter finns listade i Catalogue of Life.